# Семененко Артем Андрійович
Артем Андрійович Семененко (укр. Артем Андрійович Семененко; 2 вересня 1988, Запоріжжя, СРСР) — український футболіст, півзахисник клубу «Полтава».

## Біографія

### Клубна кар'єра
Вихованець запорізького «Металурга», тренер Євген Булгаков. За «Металург» в ДЮФЛ виступав з 2001 року по 2005 рік. У 2004 році почав виступати за «Металург-2» у Другій лізі України. 16 червня 2005 року дебютував у Вищій лізі України у матчі останнього туру сезону 2004/05 проти бориспільського «Борисфена» (2:1), Семененко вийшов на 74 хвилині замість Артема Челядинського. У сезоні 2005/06 разом з «Металургом-2» завоював бронзові медалі Другої ліги. У сезоні 2007/08 «Металург» зайняв 2-е місце в чемпіонаті України. В дублі Семененко нерідко грав як капітан. Усього за «Металург» у чемпіонаті України він провів 8 матчів, за дубль він зіграв 108 матчів і забив 2 голи. Також провів 24 матчі за «Металург-2».
У січні 2010 року підписав контракт із луганською «Зорею», де головним тренером був Анатолій Чанцев, колишній наставник «Металурга». За «Зорю» у чемпіонаті України дебютував 28 лютого 2010 року у виїзному матчі проти дніпропетровського «Дніпра» (2:2), Семененко почав матч в основі, але на 43 хвилині був замінений на Ігоря Скобу.

### Кар'єра в збірній
З 2003 року по 2005 рік виступав за юнацьку збірну України до 17 років і зіграв 16 матчів. Також провів по 2 матчі за збірні до 19 років і до 21 року.

## Досягнення
- Бронзовий призер Другої ліги України (1): 2005/06
- Переможець молодіжного чемпіонату України (1): 2007/08